# 清水港

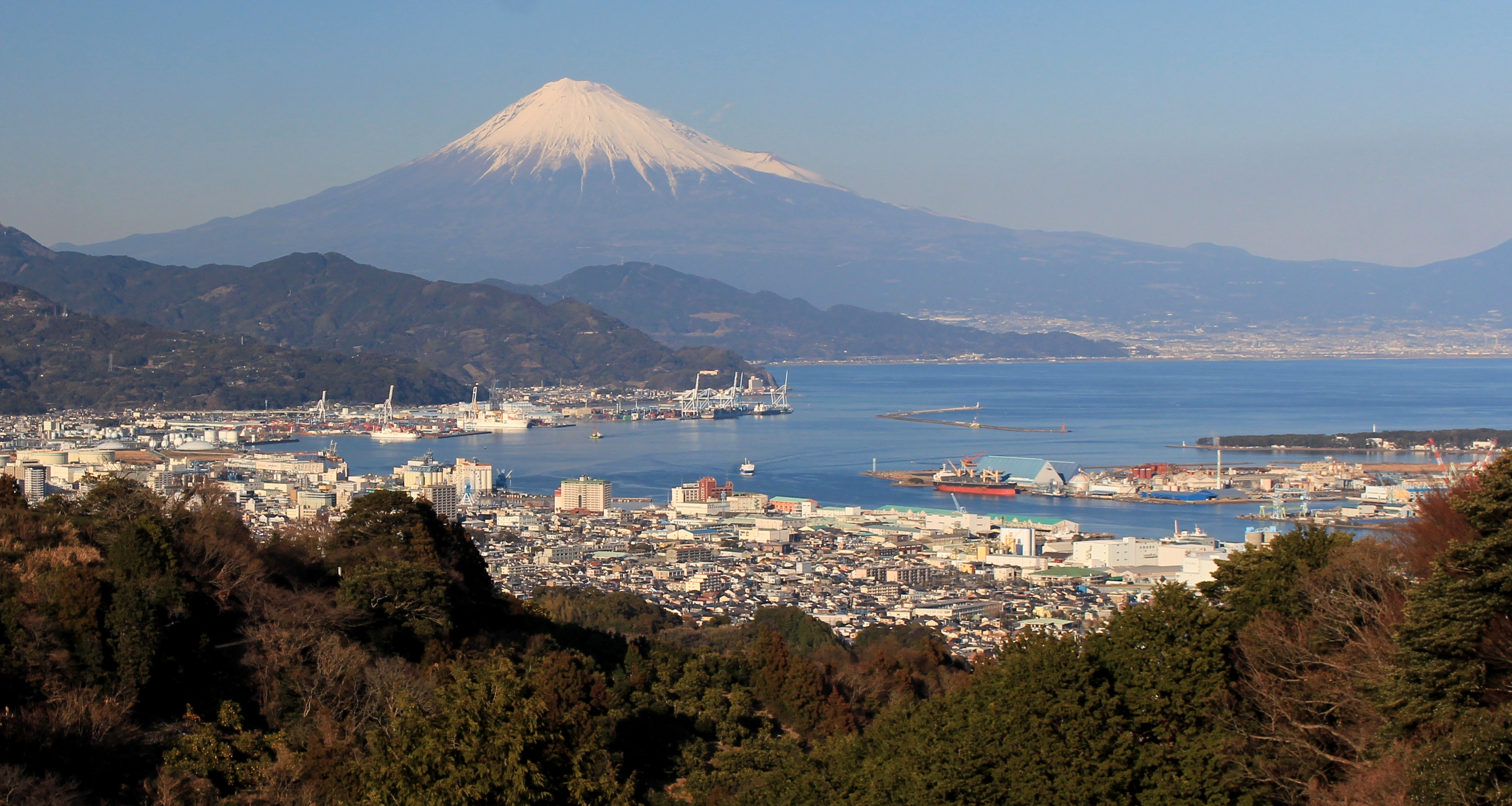
清水港和富士山

清水港（日语：／ Shimizu-kō）是位於日本静岡縣靜岡市清水區的一座港口。港灣管理者是靜岡縣。在日本的港灣法上，清水港被指定為國際據點港灣。清水港也被指定為中核國際港灣。在港則法上清水港則被定為特定港。在清水港可遠觀富士山，且名勝三保之松原距清水港也頗近，因此清水港和神戶港及長崎港被並列為『日本三大美港』。

## 外部連結
- 静岡県清水港管理局 （页面存档备份，存于）
- 国土交通省清水港湾事務所 （页面存档备份，存于）
- 清水港振興株式会社 （页面存档备份，存于）
- 清水港お茶直輸出100周年 - 静岡市